# یونایتد تراپوتیکس
یونایتد تراپوتیکس (انگلیسی: United Therapeutics) یک شرکت تجاری بیوتکنولوژی آمریکایی است و تحت نماد UTHR  ثبت شده است. هدف و ماموریت این شرکت استفاده از فناوری های نوین برای افزایش زندگی بیماران مبتلا به بیماریهای ریوی و همچنین ساخت اندامهای پیوندی است. دفتر مرکزی یونایتد تراپوتیکس در مریلند و کارولینای شمالی و بخشی ازقراردارد و بخشی ازامور و تحقیقات شرکت در کبک، ملبورن و منچستر انجام می گیرد.
یونایتد تراپوتیکس در سال 1996 توسط یک وکیل، نویسنده، و کارآفرین آمریکایی بنام مارتین راث‌بلات (Martine Rothblatt) تأسیس شد. در سال 1994، دختر جوان راث‌بلات به یک بیماری نادر و کشنده ناشی از فشار خون شریانی ریوی بنام (PAH) مبتلا شد. بعد از تشخیص بیماری دخترش، راث‌بلات سهام خود در شرکت مخابراتی telecom را به قیمت 3 میلیون دلار فروخت و تمام آن را وقف تأمین مالی تحقیقات و پژوهش‌های علمی بر روی بیماری  PAH کرد و نام این شرکت تحقیقاتی را یونایتد تراپوتیکس نهاد.
در سال 2002، سازمان غذا و داروی ایالات متحده (FDA) داروی تولیدی این شرکت بنام Remodulin برای  درمان بیماری  PAH تایید کرد.  در اولین سال پس از تایید توسط سازمان غذا و دارو،  فروش سالانه‌ Remodulin به 50 میلیون دلار رسید. این در حالی است که در سال 2010، فروش سالانه این دارو به  300 میلیون دلار رسید و قیمت سهام شرکت رشد 800 درصدی را نسبت به قیمت عرضه اولیه عمومی آن در سال 1999 تجربه کرد.
در طول این سالها، شرکت یونایتد تراپوتیکس با چندین خرید استراتژیک ماموریت خود را تکمیل کرده است. این شرکت در سال 2011، شرکت Revivicor را خریداری کرد که شرکتی متمرکز بر توسعه پلتفرم‌های بیوتکنولوژی ژنتیکی برای تامین بافتهای پیوندی بود.  در سال 2018، شرکت یونایتد تراپوتیکس یک شرکت دیگر بنام SteadyMed را نیز خریداری کرد که یک شرکت تولید تجهیزات پزشکی متمرکز بر تولید داروهای درمانی تزریقی برای فشار خون ریوی می‌باشد. این شرکت قراردادهای تحقیقاتی متعددی از جمله یک قرارداد همکاری پژوهشی با موسسه ملی سرطان منعقد کرده است. شرکت یونایتد تراپوتیکس در طول عمر 25 ساله خود از بدو تاسیس آن در سال 1996 تاکنون داروهای مختلفی را تولید کرده و به جامعه بشری عرضه کرده است. داروهای این شرکت در تمام دنیا اعم از آمریکا، کانادا، آفریقا، خاورمیانه و آسیا عرضه می‌شود. با گذشت 25 سال از عمر این شرکت، در حال حاضر این شرکت مالک 132 هکتار زمین و 30658 مترمربع ساختمان در سراسر دنیا هست و در ماه مارس سال 2021، ارزش شرکت یونایتد تراپوتیکس در بازار بورس به 1.7 میلیارد دلار رسید.
شرکت Revivicor که یکی از شرکتهای وابسته شرکت یونایتد تراپوتیکس می باشد در سال 2022 با ایجاد تغییرات ژنتیکی روی قلب یک خوک توانست اولین پیوند قلب خوک به یک انسان را با موفقیت انجام دهد. تغییرات ژنتیکی این شرکت روی قلب خوک طوری انجام شده است که بدن فرد پذیرنده بافت پیوندی، آن را پس نزده و سیستم ایمنی بدن فرد پذیرنده آن را به عنوان یک بافت پیوندی پذیرش نماید.